# Rosamond
Rosamond é uma Região censo-designada localizada no estado americano da Califórnia, no Condado de Kern.

## Demografia
Segundo o censo americano de 2000, a sua população era de 14.349 habitantes.

## Geografia
De acordo com o United States Census Bureau tem uma área de 135,6 km², dos quais 135,3 km² cobertos por terra e 0,3 km² cobertos por água. Rosamond localiza-se a aproximadamente 714 m acima do nível do mar.

## Localidades na vizinhança
O diagrama seguinte representa as localidades num raio de 40 km ao redor de Rosamond.